# 東柊
東 柊（ひがし のえる）は、参議院議員秘書。前職は中京テレビの報道記者で、元同局のアナウンサーである。

## 来歴
東京都小金井市出身、早稲田大学を卒業。血液型はA型。
2014年4月、中京テレビにアナウンサーとして入社。同期に同局アナウンサーの平山雅と元同局アナウンサーの下條由香里がいる。
2016年6月より、報道部へ異動。
中京テレビを退職後、参議院議員石田昌宏の秘書を務める。

## 出演番組
- news zero 中京テレビローカルパート - 不定期キャスター（2014年7月 - 2016年6月 ）
- キャッチ! - リポーター（2014年9月 - 2016年6月)
- ともだチュウキョー！（2015年4月 - 2016年3月)
- クレママ （2015年4月 - 2016年6月)
- スポーツ中継　実況